# Hirudin
A hirudin egy véralvadásgátló, amely az orvosi pióca használ, valamint abból nyerik orvosi célokra. A pióca garatjához kívülről hozzákapcsolódó izmok közt található mirigysejtekben termelődik. Funkciójukat a véralvadásban szerepet játszó, fibrinogénből fibrint készítő trombin enzim lekötésével érik el. Gyógyszerészetben visszérgyulladást és trombózist enyhítő kenőcsökben használják.

## Szerkezete
John Berry Haycraft 1884-ben felfedezte, hogy az orvosi pióca erős véralvadásgátlót választ ki, amit hirudinnak nevezett el, azonban nem izolálták ezt az 1950-es évekig, és a teljes szerkezete 1976-ig nem volt ismert. A hirudin 65 aminosavból áll, amik egy három diszulfidkötést tartalmazó N-terminális és egy C-terminális doménben találhatók.